# Альянс демократов Ширинян-Бабаджанян
«Альянс демократов Ширинян-Бабаджанян» (арм. Շիրինյան-Բաբաջանյան Ժողովրդավարների Դաշինք) — политический блок в Армении, сформированный партиями «Христианско-демократическое возрождение» и «Во имя республики» в мае 2021 года перед досрочными парламентскими выборами 2021 года.

## История
18 мая 2021 года партии «Христианско-демократическое возрождение» и «Во имя республики» объявили о своём совместном участии в составе блока «Альянс демократов Ширинян-Бабаджанян» в предстоящих парламентских выборах в Армении. Список кандидатов в депутаты от альянса возглавили депутат парламента Армении Арман Бабаджанян, председатель «Христианско-демократического возрождения» Левон Ширинян и юрист Седа Сафарян. 26 мая блок представил в Центральную избирательную комиссию Армении документы для участия в выборах. В качестве кандидата в премьер-министры страны был выбран Арман Бабаджанян.
По итогам выборов 2021 года альянс получил в свою поддержку 1,50 % избирателей. Не пройдя минимальный порог в 7 %, делегировать в Национальное собрание страны ни одного своего представителя не смог.

## Идеология
Альянс выступал против того, чтобы и Никол Пашинян, и Роберт Кочарян снова пришли к власти. Блок призвал к большей защите суверенитета и территориальной целостности Армении, а также к поддержке быстрого развития экономики. Также представители альянса раскритиковали ОДКБ за неспособность оказать помощь Армении после вторжения Азербайджана на её территорию.

## Результаты выборов

### Парламентские выборы
| Выборы | Голоса | %    | Кресла   | Позиция |
| ------ | ------ | ---- | -------- | ------- |
| 2021   | 19 212 | 1,50 | 0 из 107 | 7 место |